# Paco Ibáñez (actor)
Francisco Ibáñez San Pedro (Guadalajara, 15 de marzo de 1948-Ciudad de México, 9 de octubre de 2008), o Paco Ibáñez, fue un actor mexicano, que participó en una gran cantidad de películas del cine mexicano. Participó en toda la secuencia de La risa en vacaciones, donde interpretó a Paco. 
Su primera participación fue en La risa en vacaciones. Apareció en todas las demás películas de esta secuencia, hasta La risa en vacaciones 7. Luego en 1992, hace su primera participación en la televisión con Mágica juventud, interpretando a "Paco". 
Falleció el 9 de octubre de 2008 en Ciudad de México, México.

## Filmografía

### Televisión
- Pasión (2007-2008) - Ricardo López de Carbajal
- La fea más bella (2006-2007) - Tío de Don Fernando
- Vecinos (2005) - Steven Esparza
- Alegrijes y rebujos (2003-2004) - Capitán Sangre
- Mujer, casos de la vida real (2001-2004) - Varios episodios
- Amor real (2003) - Gregorio Heredia
- Cómplices al rescate (2002) - Don Fortunato Rico
- Abrázame muy fuerte (2000-2001) - Juancho
- Infierno en el paraíso (1999) - Federico Ordiales
- Soñadoras (1998-1999) - Abogado Montero
- Vivo por Elena (1998) - Ausencio
- Volver a empezar (1994-1995) - Gonzalo
- Chespirito (1994-1995) - Invitado especial
- Mágica juventud (1992-1993) - Paco

### Películas
- Romeo y Lorenza (2008) - Don Castulo
- Atlantis al rescate (2007) - Licenciado
- Que rica la risa (2006)
- El luchador implacable (2006)
- El callejón de los cholos (2002) - Mendoza
- Cuando calienta el sol (2000)
- Secretarias privadísimas (2000)
- De ladito me da risa (1998)
- La risa en bikini (1998)
- No se puede con la risa (1998)
- La crisis me da risa (1997)
- La risa lo cura todo (1997)
- La risa por dentro (1997)
- Más sabrosos que la risa (1997)
- Me ganó la risa (1997)
- La buenota risa (1996)
- La super risa en vacaciones 8 (1996)
- Mecánica mexicana (1995)
- La loca risa en vacaciones 7 (1996) - Paco
- La risa en vacaciones 6 (1995) - Paco
- La risa en vacaciones 5 (1994) - Paco
- Suerte en la vida (1994)
- La risa trabajando (1994)
- Dónde quedó la bolita (1993)
- La risa en vacaciones 3 (1992) - Paco
- Amor y venganza (1991)
- Verano peligroso (1991) - Don Paco
- Doble venganza  (1991) - Teniente Falcón
- Deliciosa sinvergüenza (1990) - Agente 41
- La risa en vacaciones 2 (1990) - Paco
- La risa en vacaciones (1990) - Paco
- Goza conmigo (1990)
- Placeres divertidos (1989)